# Xã Elk Falls, Quận Elk, Kansas
Xã Elk Falls (tiếng Anh: Elk Falls Township) là một xã thuộc quận Elk, tiểu bang Kansas, Hoa Kỳ. Năm 2010, dân số của xã này là 187 người.